# Somua S35
Somua S35 – francuski czołg średni kawalerii z okresu II wojny światowej. Oficjalnie oznaczony jako czołg (char) 1935&nbspS.

## Historia
Czołg Somua S35 powstał w odpowiedzi na wymagania dowództwa francuskiej kawalerii z 26 czerwca 1934 roku na czołg bezpośredniego wsparcia dla kawalerii zmechanizowanej. Z uwagi na francuską doktrynę, zgodnie z którą czołgi służyły do wsparcia piechoty, formalnie pojazd nie miał być klasyfikowany jako czołg (fr. char), ale „wóz bojowy” (Automitrailleuse de Combat, w skrócie AMC). Pojazdy kategorii AMC konstrukcji tradycyjnego wytwórcy francuskich czołgów – firmy Renault, nie były udane i powstały w nielicznych seriach (AMC 34 i AMC 35). Wobec tego, kawaleria nakłoniła do udziału w konkursie firmę motoryzacyjną Société d’Outillage Mécanique et d’Usinage d’Artillerie (w skrócie SOMUA) z Saint-Ouen, należącą do zakładów zbrojeniowych Schneider, która złożyła ofertę skonstruowania czołgu własnej konstrukcji w październiku 1934 roku. W listopadzie 1934 roku rozpoczęto budowę prototypu, pod fabrycznym oznaczeniem AC 3, który ukończono 14 kwietnia 1935 roku. Zawieszenie czołgu wzorowane było na czechosłowackim LT vz. 35 firmy Škoda, z którym miała styczność firma Schneider. Zastosowano gruby pancerz w technologii odlewanej i silnik konstrukcji firmy Javier Sabin, który zakupiła SOMUA. Od 4 lipca do 2 sierpnia 1935 roku prototyp bez wieży był poddawany próbom technicznym przez armię w Vincennes. Czołg od drugiego prototypu otrzymał standaryzowaną wieżę typu APX 1, początkowo z krótkolufową armatą kalibru 47 mm SA 34. 
W wyniku prób francuska komisja techniczna uzbrojenia (Commission de Vincennes) przekazała firmie SOMUA zalecenia, dotyczące koniecznych zmian w konstrukcji czołgu. Wskazywały one konieczność poprawy układu przeniesienia napędu, chłodzenia silnika i wentylacji przedziału bojowego oraz zmiany gąsienic z drobnoogniwowych na model o większych ogniwach. W międzyczasie 25 marca 1936 roku wojsko zamówiło w zakładach SOMUA produkcję pierwszej serii 50 czołgów, które zostały dostarczone w 1937 roku. Oficjalnie pojazd oznaczony został jako czołg (char) 1935 S (S od producenta), natomiast popularnie znany jest jako SOMUA S35. Od piątego wozu seryjnego stosowano wieżę APX 1CE, o szerszym łożysku, a następnie produkowaną od 1937 roku długolufową armatę kalibru 47 mm SA 35. Czołgi pierwszej serii 50 sztuk różniły się żaluzjami w bocznych klapach w przedziale silnikowym. Większość zmian konstrukcyjnych wprowadzono dopiero w drugiej serii, odebranej przez wojsko na początku 1938 roku. Następnie wojsko składało dalsze zamówienia, ogółem na 450 czołgów S35.
Do 1 września 1939 roku wyprodukowano 270 czołgów, z czego dostarczono wojsku 246. Przed wojną produkowano 10–11 czołgów miesięcznie, w 1940 roku produkcja przyspieszyła do 20-22 czołgów. Powstały one w pięciu seriach produkcyjnych (50 dostarczonych w 1937 roku, 50 dostarczonych w 1938 roku, 100 dostarczonych od lata 1938 do czerwca 1939 roku, 125 dostarczonych od czerwca 1939 do stycznia 1940 roku i 125 dostarczanych nie w komplecie do czerwca 1940 roku). Ogółem do zawieszenia broni w czerwcu 1940 roku wyprodukowano 427 czołgów S35. Kolejna, szósta seria od 451. czołgu miała obejmować zmodyfikowaną konstrukcję, nazwaną S40. Miała ona mieć mocniejszy silnik, ulepszone podwozie i nową wieżę. Wprowadzenie tak zmodernizowanego czołgu do produkcji nie doszło do skutku ze względu na klęskę Francji.

## Zastosowanie bojowe
Czołg Somua S-35 trafił w pierwszej kolejności na wyposażenie pułków kawalerii zmechanizowanej francuskiej 2. Lekkiej Dywizji Zmechanizowanej (2e Division Légère Mécanique, 2. DLM). Kolejnymi jednostkami były 1. DLM, 3. DLM oraz pułk samochodów pancernych 3. DLC (lekka dywizja kawalerii). Także nowo formowana 4. DLM miała posiadać na stanie S-35, ale jej tworzenie nie zostało ukończone przed wybuchem wojny w 1940 roku. W trakcie działań wojennych pojazdy pochodzące z bieżącej produkcji były wykorzystywane do uzupełniania strat w różnych jednostkach pancernych, m.in. 4.Dywizji Pancernej, dowodzonej przez gen. de Gaulle’a.
W kampanii 1940 roku francuskie wojska pancerne nie miały okazji wystąpić jako zwarta całość, dlatego większość jednostek, walcząc samodzielnie w charakterze taktycznego wsparcia, nie odniosła sukcesów bojowych. Dla przykładu większość z 40 czołgów S-35 użytych 19 maja 1940 roku w ataku 4. Dywizji Pancernej na most w Crécy-sur-Serre, nie mając własnej osłony z powietrza, została zniszczona przez samoloty Luftwaffe nie osiągając celu.
Po klęsce Francji w ręce niemieckie trafiło ponad 300 czołgów Somua S-35. 297 z nich włączono w skład Wehrmachtu jako PzKpfw 35-S 739(f). Były używane w walkach na Bałkanach, w początkowej fazie walk ze Związkiem Radzieckim oraz w działaniach przeciwpartyzanckich na terenie okupowanej Europy. Wykorzystywane były także w niemieckich pociągach pancernych (między innymi w BP-42). Pojazdy pozbawione wież były stosowane jako opancerzone ciągniki artyleryjskie i pojazdy amunicyjne.
We wrześniu 1941 roku Niemcy przekazali 32 czołgi S35 wojsku włoskiemu. Stacjonowały one na Sardynii w ramach 200. batalionu czołgów średnich. W 1942 roku Węgry otrzymały od Niemców dwa takie czołgi, a w 1943 roku Bułgaria 6 (lub 7). Przynajmniej jeden czołg został zdobyty przez partyzantów jugosłowiańskich i przezbrojony w brytyjską armatę kalibru 57 mm w wydłużonej wieży.
Około 50 pojazdów znalazło się także w wojsku francuskim kontrolowanym przez rząd Vichy. Część z nich trafiła do Maroka i w 1943 roku wraz z załogami przeszła na stronę Wolnych Francuzów. 17 czołgów, łącznie ze zdobytymi na Niemcach, wzięło udział w bitwie o twierdzę Royan w składzie 2 Dywizji Pancernej gen. Leclerca.

## Opis konstrukcji

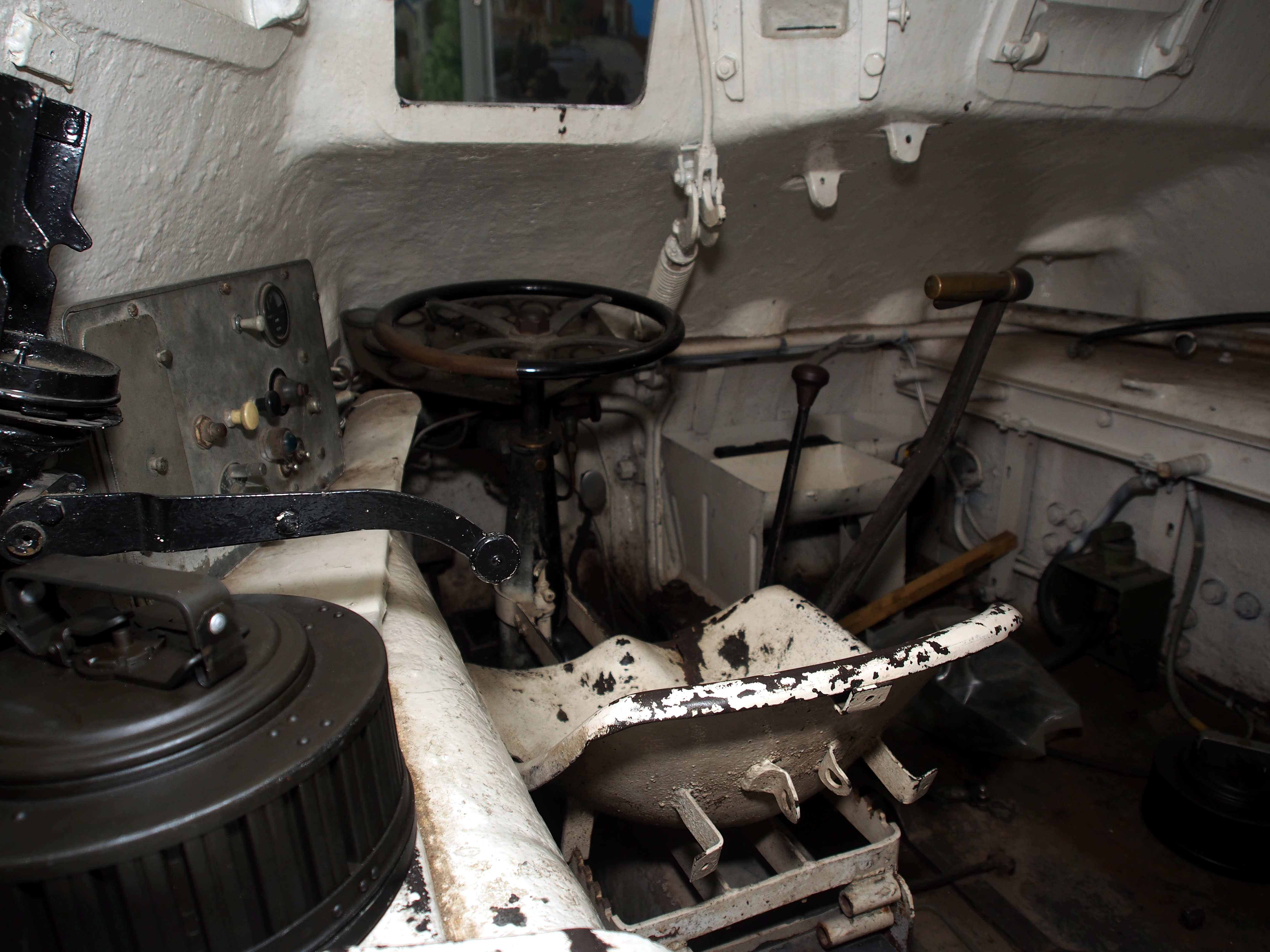
Stanowisko kierowcy-mechanika

Somua S-35 był średnim czołgiem o masie 19,7 - 20 t. Kadłub wykonany był z czterech odlewanych części połączonych śrubami (dwie części wanny dna łączone wzdłużnie, przednia część z przedziałem kierowania i bojowym oraz tylna część nadsilnikowa). Obracana elektrycznie wieża typu APX-1 CE (również odlewana) mieściła uzbrojenie czołgu, składające się z armaty SA 35 kal. 47 mm i karabinu maszynowego Chatelleraut Mle 31 kal. 7,5 mm. Trzyosobowa (dowódca, obsługujący jednocześnie uzbrojenie, kierowca-mechanik oraz ładowniczy-radiotelegrafista) załoga miała do dyspozycji dwa włazy: na lewym boku kadłuba, otwierany w bok ku tyłowi i w tylnej ścianie wieży, odchylany do tyłu, oraz właz ewakuacyjny w podłodze przedziału bojowego. Pancerz był odlewany, łączony śrubami i spawaniem. Maksymalna grubość pancerza wynosiła 46 mm dla wieży i 45 mm dla kadłuba.
Czołg napędzany był 8-cylindrowym silnikiem widlastym AC4 o mocy 190 KM, chłodzonym cieczą. Silnik umieszczony był razem ze zbiornikami paliwa w przedziale napędowym, oddzielonym od pomieszczenia załogi przegrodą ogniową. Napęd przekazywany był na umieszczone z tyłu koła napędowe poprzez sprzęgło i pięciobiegową, mechaniczną skrzynię biegów do dwóch mechanizmów różnicowych. S-35 miał hydrauliczne hamulce działające na przekładnie boczne. Podwozie składało się z dziewięciu kół jezdnych po każdej stronie pojazdu. Osiem z nich było umieszczonych w parach na dwóch resorach płaskich, przednia para miała także amortyzator olejowy. Ostatnie koło jezdne zawieszone było niezależnie na sprężynie spiralnej. Czołg miał stalowe gąsienice o szerokości 36 cm o 103 odlewanych ogniwach. Całość układu jezdnego chroniona była przez uchylane do góry pancerne osłony.
Każdy pojazd miał przewidziane miejsce na radiostację z anteną prętową mocowaną nad błotnikiem po prawej stronie kadłuba. Do 1940 roku radiostacje otrzymało tylko około 20% pojazdów, należących do dowódców pododdziałów. Czołgi dowódców plutonów miały radiostację typu ER 29, dowódców szwadronów ER 29 i ER 26 ter, a dowódców batalionów ER 27. Wbrew planom, nie wdrożono radiostacji ER 28 dla czołgów plutonów. Radiostacja ER 29 z kolei miała słabą moc i przeszkody terenowe zaburzały komunikację.
Wozy przejęte przez Wehrmacht zostały w pewnym stopniu zmodyfikowane. Wieżyczka dowódcy została zmodyfikowana, uzyskując dwudzielny właz na szczycie lub była zamieniana na analogiczną wieżyczkę czołgu PzKpfw II. W większości pojazdów montowano radiostację FuG 5 z anteną prętową mocowaną na górnej krawędzi prawej strony kadłuba. Dodano też stałego czwartego członka załogi: radiotelegrafistę.

## Podsumowanie
Czołgi Somua S-35 są uznawane za najlepsze czołgi francuskie w chwili wybuchu II wojny światowej. Miały silny pancerz i dobre uzbrojenie. Pancerz czołgu był nieprzebijalny z większych odległości (ponad 400 m) dla dział niemieckich czołgów 1940 roku oraz typowych niemieckich dział przeciwpancernych 3,7 cm PaK 36. Wrażliwym punktem jednak było połączenie obu górnych części kadłuba z boku. Były również stosunkowo szybkie – prędkość maksymalna po drodze mogła sięgać 40 km/h. Miały jednak również wady, wynikające w dużej mierze z francuskiej doktryny. Najpoważniejszą z nich było mało funkcjonalne rozmieszczenie załogi (typowe dla francuskich czołgów tego okresu), powodujące nadmierne obciążenie dowódcy obowiązkami wynikającymi z konieczności obsługi armaty, co często uniemożliwiało mu właściwe dowodzenie. Wbrew planom, jedynie niewielka część wozów otrzymała radiostacje, co utrudniało wykorzystanie ich walorów w walce (nie było to jednak wadą samego czołgu, lecz problemem systemowym). Zawieszenie było krytykowane z uwagi na nienajlepsze własności terenowe. Wysoka sylwetka czołgu i wysoko położony środek ciężkości stwarzały możliwość wywrócenia oraz powodowały, że był on łatwiej wykrywalny. Problemy początkowo sprawiał silnik czołgu, a dostęp do podzespołów w celu codziennej obsługi i napraw był utrudniony i czasochłonny.